# Самуель Бейлі

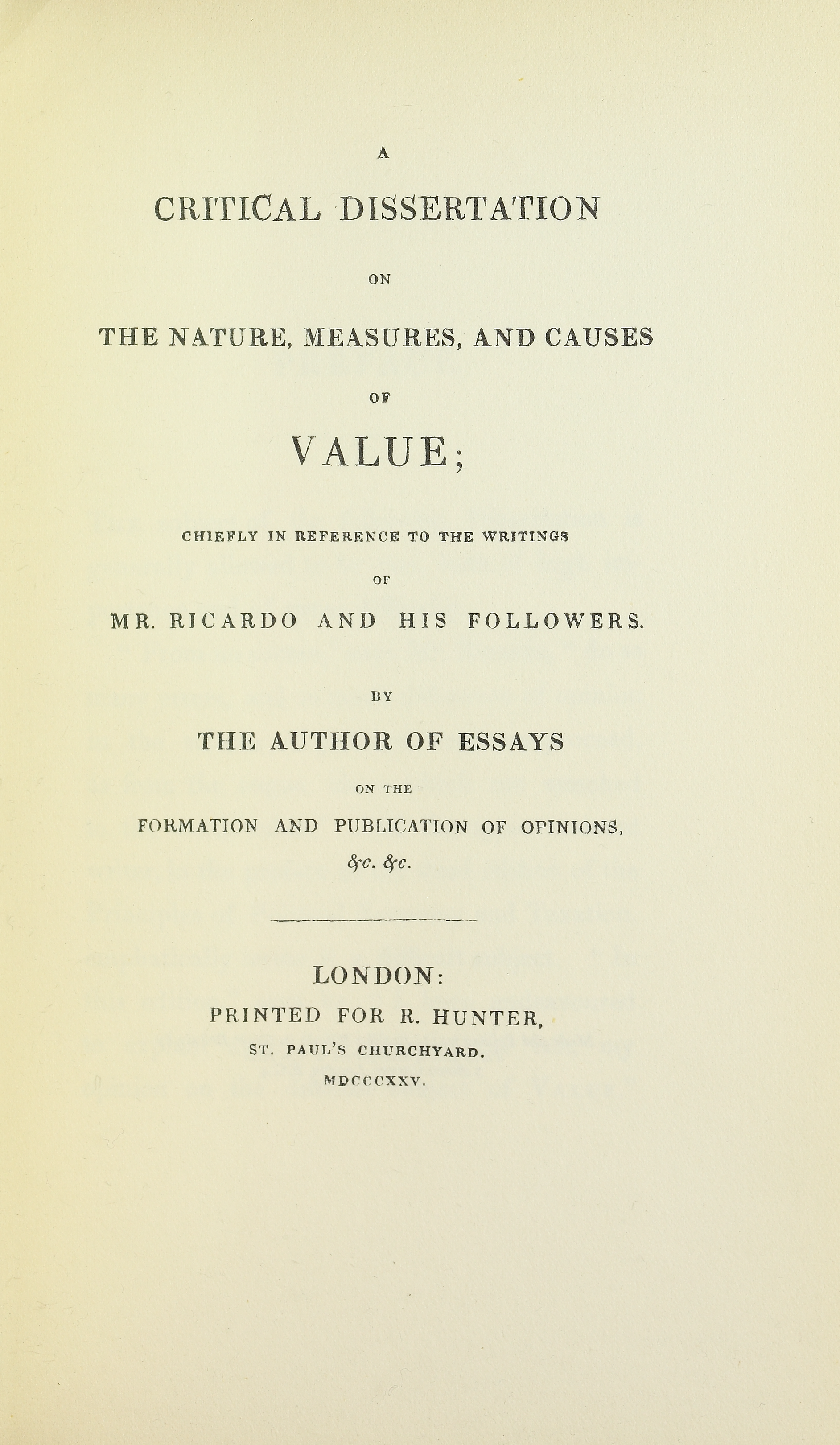
Критична дисертація про природу, заходи і причини цінності, 1931

Семюел Бейлі (англ. Samuel Bailey, 5 липня 1791 Шеффілд, Велика Британія — 18 грудня 1870 року, там само) — англійський економіст.

## Біографія
У 1825 році, через два роки після смерті Давида Рікардо, Самуель Бейлі публікує критичну дисертацію про рікардіанську економічну теорію.
Бейлі, виступаючи проти вчення Рікардо, заперечував його трудову теорію вартості. Разом з тим він виявив, як вказував Карл Маркс, деякі суперечності в економічних поглядах Рікардо і першим дав правильне визначення міри вартості як функції грошей. Карл Маркс критикував Бейлі, за поверхневий підхід до економічних явищ і вульгаризації ідей класичної буржуазної політекономії.

## Життя
Бейлі народився у Шеффілді 5 липня 1791 року у родині Йосипа Бейлі та Марії Едон. Його батько був одним з перших шеффілдських купців, які вирушили із Великої Британії до Сполучених Штатів, щоб налагодити торговельні зв'язки. ісля кількох років роботи в бізнесі батька він відійшов від усіх ділових справ з великим статком, хоча й залишився пов'язаним з Шеффілдською банківською компанією, засновником якої він був у 1831 році і багато років був її головою.: 78 Хоча він був палким лібералом, він не брав активної участі в політичних справах. Двічі він балотувався від Шеффілда як «філософський радикал», але безуспішно.
Життя Бейлі - це здебільшого історія його численних і різноманітних публікацій. Він раптово помер 18 січня 1870 року, залишивши понад 80 000 фунтів стерлінгів міській громаді Шеффілда для місцевих потреб.

## Думки
Його перша робота «Нариси з формування та публікації думок», опублікована анонімно в 1821 році, привернула більше уваги, ніж будь-які інші його твори. Продовження до нього з'явилося в 1829 р. «Нариси про прагнення правди». Між цими двома були питання в політичній економіці, політиці, моралі та ін. (1823), а також критична дисертація на тему «Природа, міра та причини цінності» (1825), спрямована проти думок Давида Рікардо та його школи.
Його наступні публікації були також на економічних або політичних темах, обґрунтування політичного представництва (1835), «Гроші та його переходи» (1837), і він був розглянутий як один з головних теоретиків вільного банківського обслуговування. В той самий час також з'явилися деякі його брошури, обговорення парламентської реформи, права перевірки права власності, захист акціонерних банків. У 1842 році з'явився його огляд Теорії бачення Берклі, який висвітлювався Джоном Стюартом Міллом у Вестмінстерському огляді та Джеймса Фредеріка Фер'єра в журналі Блеквуда. Бейлі відповів своїм критикам у листі до філософа (1843) та ін.
У 1851 році він опублікував теорію аргументації, обговорення характеру висновку та здатну критику функцій та цінності силогізму. У 1852 р. він опублікував дискурси на різні теми і, нарешті, підсумував свої філософські погляди в «Листах про філософію людського розуму» (три серії, 1855, 1858, 1863). У листах міститься обговорення багатьох основних проблем психології та етики. Навряд чи вчення Бейлі можна класифікувати віднести або до строго емпіричної, або до ідеалістичної школи, але його загальна тенденція тяжіє до першої зі шкіл. Що стосується методу, він повністю знаходить психологію самоаналізу. Таким чином, Бейлі певною мірою погоджується з шотландською школою, але він відрізняється від них, взагалі відкидаючи вчення про психічні здібності. На його думку, визначені факультети є лише класифікованими фактами або явищами свідомості. Він дуже суворо критикує звичне використання метафоричної мови при описі розумових операцій. (2) Бейлі вважав, що сприйняття зовнішніх речей через органи почуттів є прямий психічний акт або феномен свідомості, який не піддається вирішенню на щось інше та реальність якої не може бути ні доведеним, ні спростованим, не детально розроблена, але підтримується складною, а часом і тонкою критикою всіх інших теорій. Що стосується загальних та абстрактних ідей та загальних положень, то його думки відносяться до емпіричної школи, але його аналіз часто висвітлює цю проблему в новому світлі. (4) У теорії моралі Бейлі є прибічником утилітаризму (хоча він заперечує, що термін «корисність» є вузьким і немислимим, різнобарвним змістом), і з великою майстерністю розробляє кроки у формуванні складних психічних фактів, пов'язаних з визнанням обов'язку та права.
Він спирається на всі п'ять фактів моральних явищ:
```
(1) Людина схильна до задоволення (і від болю); 
(2) він любить (або не сприймає) свої причини;
(3) він бажає відповідати на одне задоволення та біль;
(4) він сподівається на таке взаємне спрощення від інших;
(5) він відчуває більш-менш співчуття тим же почуттям у своїх товаришів (див. Листи, 3-а серія).
```

У 1845 році він опублікував «Маро» -  поему в чотирьох канто (85 сторінок, Лонгмани), що містять опис молодого поета, який надрукував 1000 примірників свого першого вірша, з яких було продано лише 10. Він був старанним учнем Шекспіра, а його останній літературний твір був «На отриманому тексті драматичних творів Шекспіра і його вдосконалення» (1862).

## Робота
- Нариси з формування та публікації думок (1821 р.). Google (NYPL) IA (UToronto).
- 2й випуск, 1826. IA (UCal) Філадельфія, 1831. IA (UCal).
- 3rd edition, 1837. Google (NYPL) Google (UMich) Бостон, 1854. Google (NYPL) IA (UCal).
- Питання в політичній економіці, політиці, моралі, метафізиці та ін. (1823 р.). Google (NYPL) IA (UToronto).
- Критична дисертація на природу, заходи та причини цінності (1825). Google (Гарвард).
- Лист до політичного економіста (1826). [Брошура, 101 с.] Google (Оксфорд) Google (UCal) IA (UCal) IA (UToronto).
- Нариси про прагнення до істини, & c. (1829 р.). Google (Гарвард) Google (Оксфорд) Філадельфія, 1831. Google (Гарвардський університет).
- 2-е видання, 1844. Google (Оксфорд) IA (UCal).
- Обговорення парламентської реформи (1831 р.). [Памфлет, 55 с.].
- Обгрунтування політичного представництва (1835). Google (NYPL) Google (Оксфорд) Google (Stanford) IA (UToronto).
- Право вивчення первинної освіти (1837 р.). [Памфлет, 60 с.].
- Гроші та його переходи у вартості (1837 р.). Google (UCal) IA (UCal).
- Захист акціонерних банків (1840 ;р.). [Памфлет, 100 с.].
- Огляд теорії бачення Берклі (1842). Google (Гарварда) Google (UMich).
- Лист до філософа у відповідь на деякі недавні спроби підтвердити & c. (1843 р.). [Памфлет, 68 с.].
- Маро; або «Поетична дратівливість» (1845). Google (Оксфорд).
- Теорія міркувань (1851). Google (UCal) IA (UCal) 2nd ed., 1852. Інтернет-архів.
- Дискурси про різні теми (1852 р.). Google (Гарвард) Google (Оксфорд) Google (UMich).
- Листи про філософію людського розуму (1855—1863).
- Перша серія, 1855. Google (Гарварда) Google (NYPL) Google (Оксфорд) IA (UToronto).
- Друга серія 1858. Google (NYPL) IA (UCal) IA (UToronto).
- Третя серія, 1863. IA (Уторонто).
- Про прийнятий текст драматургічних творів Шекспіра та його вдосконалення (1862—1866). 2 томи.
- Том 1, 1862. Google (Оксфорд) IA (UToronto).
- Том 2, 1866. Google (Оксфорд).